# Selenisa translineata
Selenisa translineata är en fjärilsart som beskrevs av Walker 1869. Selenisa translineata ingår i släktet Selenisa och familjen nattflyn. Inga underarter finns listade i Catalogue of Life.